# Henri VII Rumpold
Henri VII (V) Rumpold également connu comme le Moyen ou le plus Grand (polonais : Henryk VII Rumpold ou Średni et Większy; né vers 1350 –  24 décembre 1394), fut duc de Żagań-Głogów entre 1368 et 1378 comme corégent de ses frères et à partir de 1378 il règne sur 1/2 de Głogów, Ścinawa et Bytom Odrzański.

## Biographie
Henri Rumpold est le second fils de Henri V de Fer, duc de Żagań-Głogów, et de son épouse Anne, fille du duc  Wacław de Płock. Les sources contemporaines le surnomment  « Rumpold », mais aussi  « le Moyen » (polonais : Średni) afin de le distinguer de ses deux frères et de son neveu homonyme et  « le plus Grand  » (polonais : Większy) à cause de sa taille élevée et de son poids.
Après la mort de son père en 1369, Henri VII règne sur le duché de Żagań-Głogów conjointement avec ses frères l'ainé Henri VI et le cadet Henri VIII le Moineau. En 1378 le duché est divisé en trois parts: Henri VII obtient la partie est avec  Głogów, Góra, Ścinawa et Bytom Odrzański, par la suite il ne conserve que  seulement la moitié de ces possessions l'autre moitié étant intégrée au domaine de la Couronne de Bohême à partir de 1360. Après le partage Henri VII utilise le titre de  « Seigneur de  Głogów et Ścinawa ».  En 1381 Henri VII demande que son jeune frère Henri VIII le Moineau paie tribut pour le Duché de Głogów. 
En 1383, profitant des difficultés internes de royaume de Pologne, liées à la succession à l'interrègne qui suit la mort du roi Louis Ier de Hongrie-Pologne, avec l'aide de ses frères il tente de récupérer Wschowa. Le siège infructueux de la cité provoque  un raid de représailles contre Głogów. En 1391 il fait une seconde tentative vaine contre Wschowa. Le conflit se termine seulement avec l'accord de Milicz le 7 aout 1391. Ce traité fait suite à des trêves temporaires mais les actions militaires avaient pris fin bien avant. 
Pendant le reste de son règne, Henri VII maintient des contacts étroits avec le duc Conrad II le Gris d'Oleśnica, qui le soutient financièrement et militairement. Henri VII rencontre dès l'âge adulte, de sérieux problèmes de santé. Son obésité cause des graves lésions à ses jambes, caractérisées par des plaies ouvertes qui saignent constamment. Les progrès de la maladie sont tels qu'à la fin de sa vie, il est transporté sur des chaises ou en  litière. À la suite de complications, Henri VII meurt subitement à Boleslawiec et il est inhumé dans l'église des Augustiniens de Zagan. Malgré son handicap, Henri VII est considéré comme un bon souverain. Sous son règne l'économie se développe à Głogów. Après sa mort, comme il est resté célibataire ses domaines passent sans contestation à son seul frère  survivant, Henri VIII le Moineau.